# Логгерхед
Логгерхед, головастая черепаха, головастая морская черепаха или каретта (лат. Caretta caretta) — вид морских черепах, единственный представитель рода логгерхеды или головастые морские черепахи (Carreta Rafinesque, 1814).

## Внешний вид
Взрослая черепаха достигает длины в 70-95 см и массы от 80 до 200 кг. Карапакс сердцевидный коричневого, красновато-коричневого или оливкового цвета. Окраска пластрона и костного мостика от кремовой до жёлтой.
На спине пять пар рёберных щитков. Массивная голова, покрытая крупными щитками. На передних ластах по два когтя.

## Поведение
Питается преимущественно моллюсками и ракообразными, а также рыбами, медузами, губками.
Гнездятся черепахи в основном на пляжах, на которых они родились. Самки откладывают яйца ночью, 4—5 раз за сезон, летом и осенью. В кладке от 80 до 126 яиц с кожистой оболочкой диаметром около 4 см. За ночь черепаха может выкопать десяток ямок для гнёзд. 
Черепашки вылупляются через 45—70 дней, несколько часов проводят в гнезде, а затем дружно вылезают из песка и бегут к морю.

## Кариотип
Как и у других морских черепах, кариотип логгерхеда состоит из 56 диплоидных хромосом: 32 макрохромосомы и 24 микрохромосомы. Первая хромосома остаётся стабильной уже на протяжении 66 млн лет.

## Распространение
Логгерхед распространён в водах Индийского, Тихого и Атлантического океанов (включая Средиземное море).
Гнездовья находятся в умеренных и субтропических районах. Крупнейшая группа черепах, численностью не менее 30 000 самок, гнездится на острове Масира в Омане. На побережье Флориды численность гнездящихся логгерхедов оценивается в 6—15 тысяч особей. Крупные гнездовья известны в Австралии.
В водах России были зарегистрированы находки логгерхеда в Баренцевом море (около Мурманска), на Дальнем Востоке (в заливе Петра Великого) и в Керченском проливе Чёрного моря.

## Значение для человека
Мясо логгерхедов считалось не очень вкусным и в пищу человеком употреблялось редко. Яйца, напротив, считались лакомством, добывались и употреблялись в большом количестве. Неограниченное собирание яиц привело к сокращению численности логгерхедов.
На Кубе яйца логгерхедов, добытые из беременной самки, коптили в яйцеводах и продавали как сосиски. В Колумбии из них готовили сладкое блюдо. Повсеместно яйца логгерхедов использовали в кондитерских изделиях.
В настоящее время сбор яиц логгерхедов запрещён в большинстве стран.

## Охрана
Логгерхед занесён в Красную книгу МСОП как уязвимый вид, в список Конвенции о международной торговле видами дикой флоры и фауны. Охраняется национальными законами США, Кипра, Италии, Греции, Турции.
В аэропорту Дионисиос Соломос на острове Закинфе взлёт и посадка самолётов запрещены с 00:00 до 04:00. Этот запрет связан с тем, что в ночное время на пляже Лаганас около аэропорта логгерхеды откладывают яйца.

## Галерея

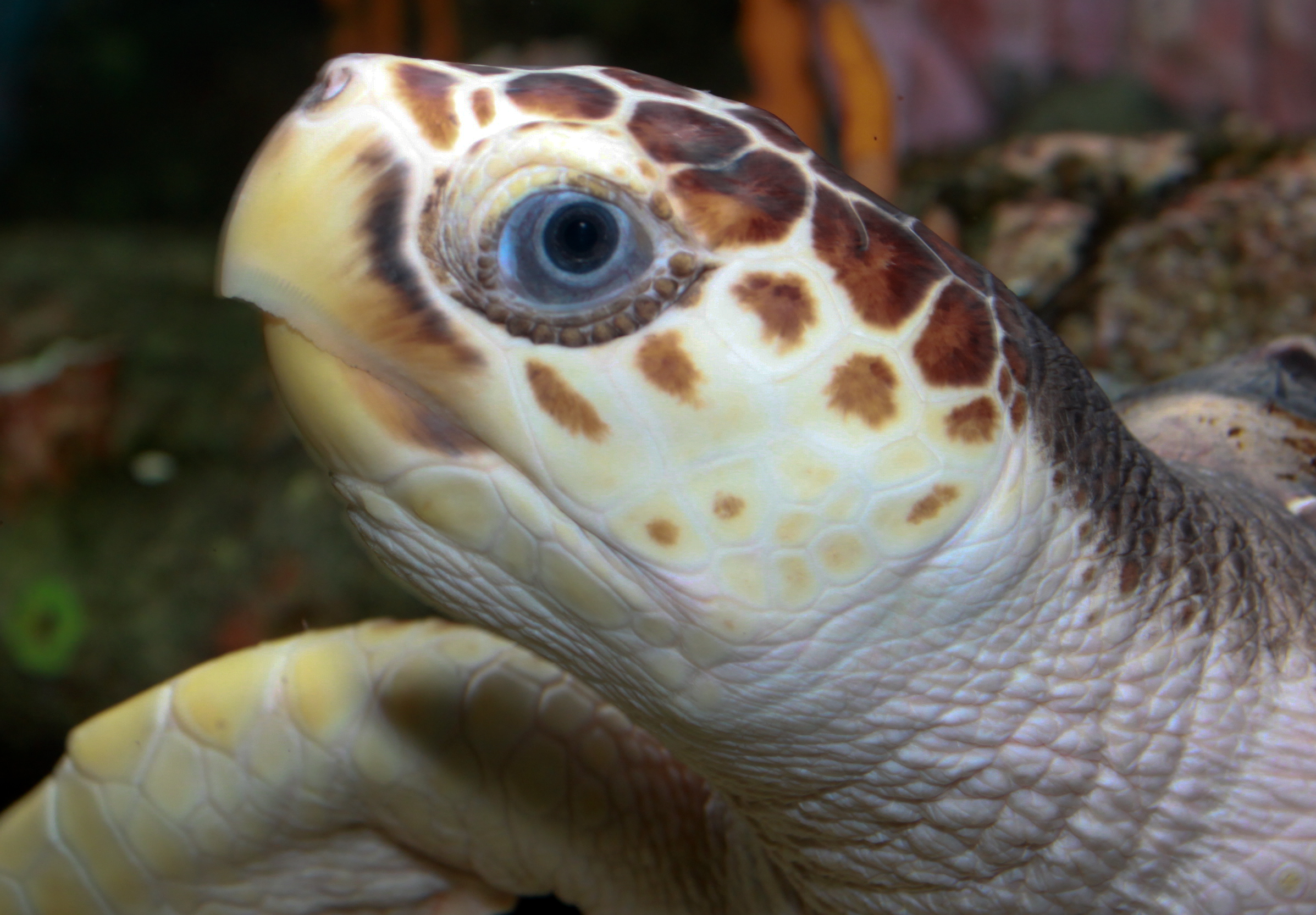
Голова логгерхеда
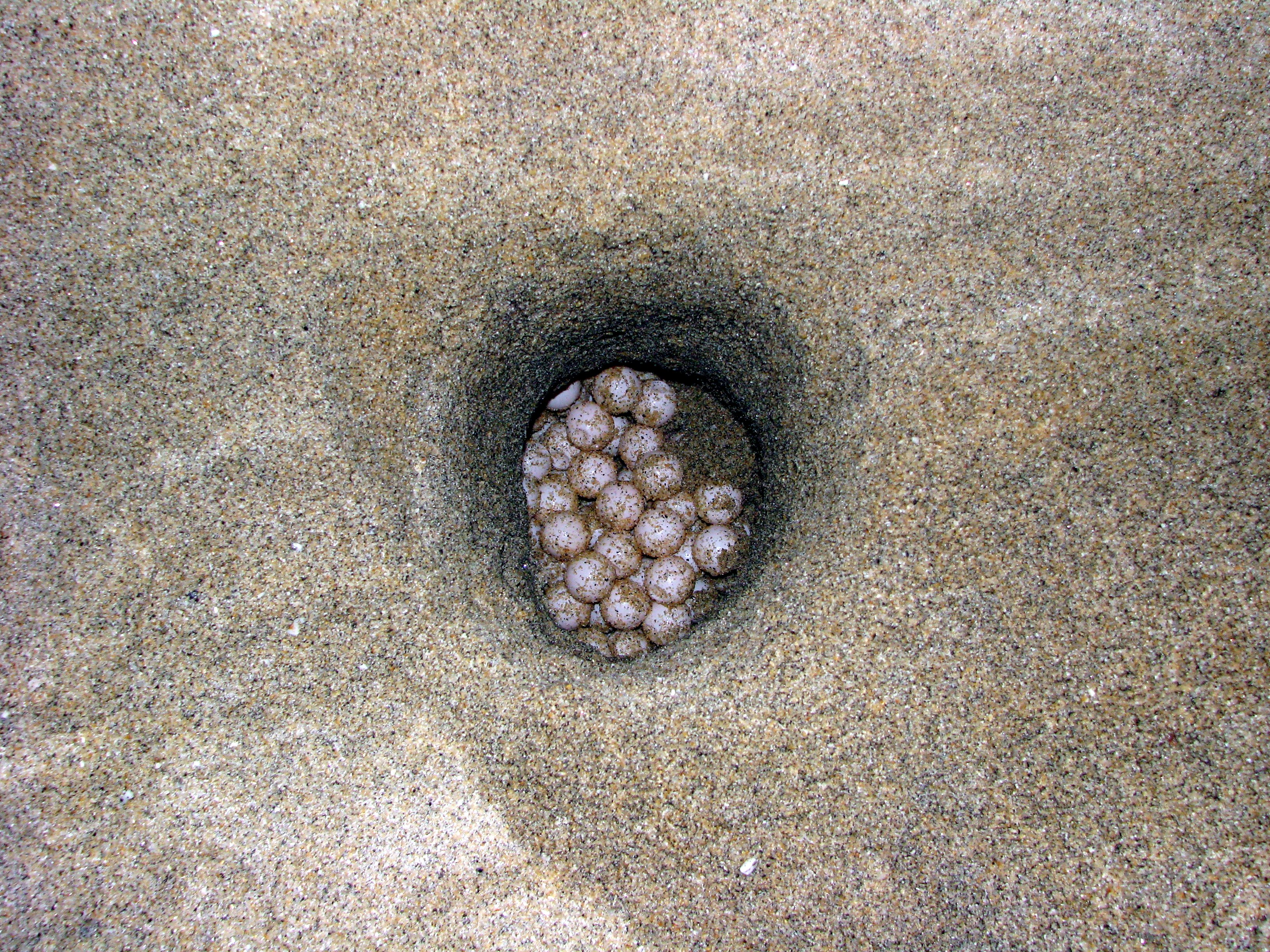
Яйца логгерхеда в гнезде
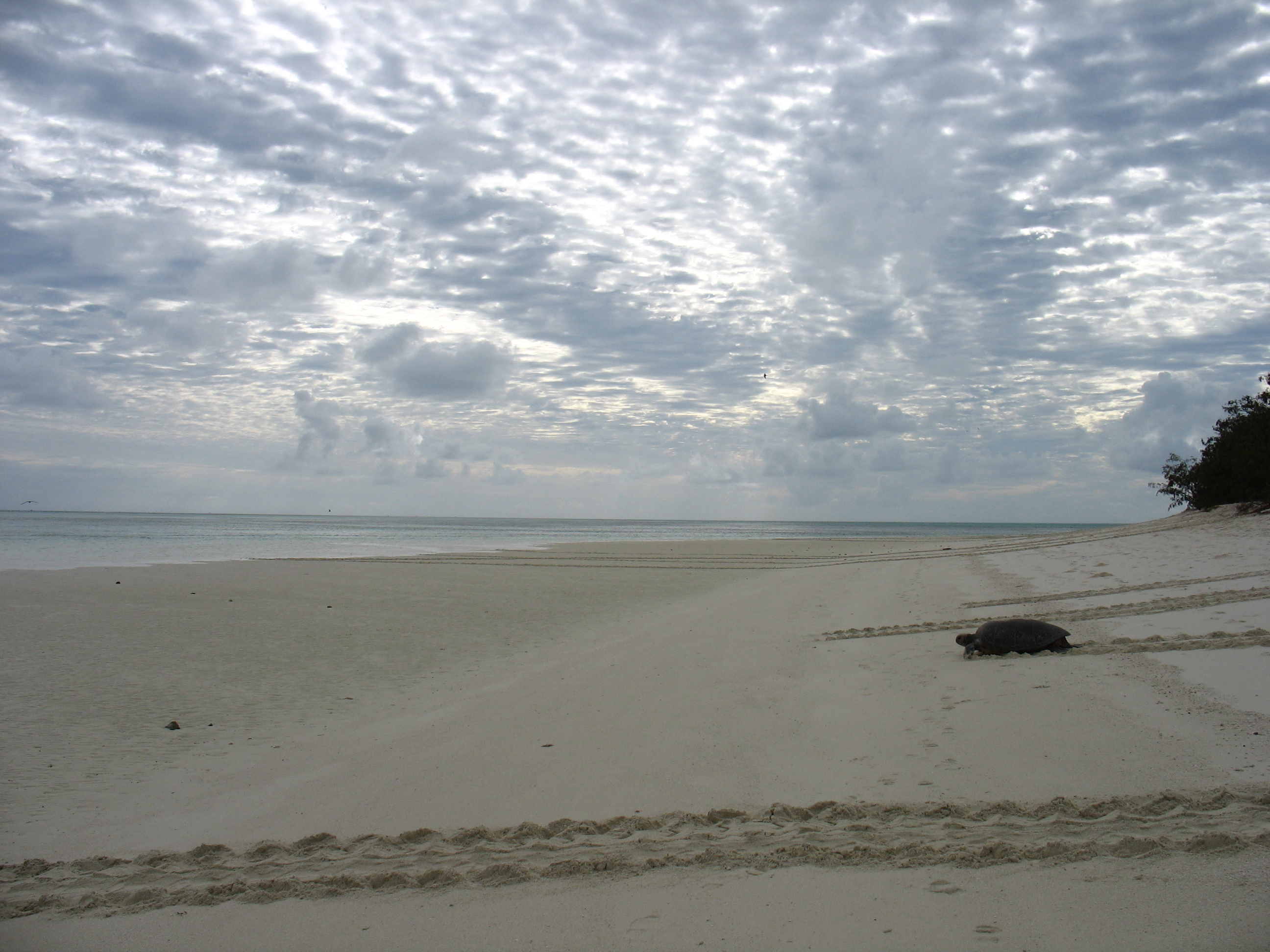
Следы самки логгерхеда на песке
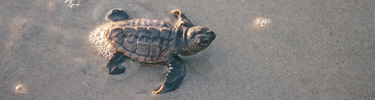
Детёныш логгерхеда